# Alex Baron
Alexandre „Alex“ Baron (* 6. Dezember 1994 in Narbonne) ist ein französischer Automobilrennfahrer.

## Karriere
Baron begann seine Motorsportkarriere 2002 im Kartsport. Er startete zunächst in französischen Kartmeisterschaften. 2009 wurde er Zweiter in der französischen KF3-Meisterschaft. 2010 erreichte er den dritten Rang in der französischen KF2-Meisterschaft. 2012 wechselte Baron in den Formelsport und ging in der französischen F4-Meisterschaft an den Start. Baron gewann neun von 14 Rennen und wurde Meister. 2013 erhielt Baron zunächst einen Platz beim ART Junior Team. Er fuhr acht Rennen im Formel Renault 2.0 Eurocup und vier in der nordeuropäischen Formel Renault, bevor er sein Cockpit verlor. Er blieb in beiden Serien ohne Punkte.
Baron wechselte anschließend nach Nordamerika, wo er die letzten vier Saisonrennen der U.S. F2000 National Championship für Afterburner Autosport bestritt. Er fuhr als unregistrierter Fahrer und war nicht punkteberechtigt. Baron gewann das erste und das letzte Rennen und stand bei einem weiteren Rennen als Dritter auf dem Podium. Für 2014 wurden Baron aufgrund dieser Leistungen Vollzeitcockpits in der U.S. F2000 National Championship und der Pro Mazda Championship angeboten, er entschied sich jedoch für einen Wechsel in die Indy Lights zu Belardi Auto Racing. Bei seinem vierten Rennen stand er als Zweiter erstmals auf dem Podium. Nach einer weiteren Podest-Platzierung gewann er das neunte Saisonrennen in Toronto. Es war zugleich sein letztes Rennen. Er lag zu diesem Zeitpunkt auf dem fünften Platz in der Fahrerwertung. Am Saisonende wurde er Zehnter im Gesamtklassement, während sein Teamkollege Gabby Chaves den Meistertitel gewann.

## Statistik

### Karrierestationen
| - 2002–2011: Kartsport - 2012: Französische Formel-4-Meisterschaft (Meister) | - 2013: Formel Renault 2.0 Eurocup (Platz 27) - 2013: Nordeuropäische Formel Renault (Platz 54) | - 2013: U.S. F2000 National Championship - 2014: Indy Lights (Platz 10) |